# Taylor Spivey
Taylor Spivey, née le 13 avril 1991 à Redondo Beach, est une triathlète professionnelle américaine, vainqueur d'épreuve en Super League.

## Biographie

### Jeunesse
Taylor Spivey grandit sur les plages de Redondo Beach en Californie. Elle est lycéenne en 2009 à Mira Costa High School de Manhattan Beach, elle est sauveteur en mer durant sa période à l'Université d'État polytechnique de Californie à Pomona où elle étudie l'architecture. Elle commence le triathlon au cours de sa dernière année d'université, elle remporte les championnats universitaires nationaux (USAT Collegiate National Championships). Ce résultat l'incite à mettre sa carrière de designer en suspens et de devenir professionnelle.

### Carrière en triathlon
Taylor Spivey se fait remarquer la première fois dans l'élite du triathlon, avec une seconde place à Leeds en 2017 dans l'épreuve des séries mondiales de triathlon à l'âge de 26 ans. Elle finit huitième du classement général des championnats du monde l'année en 2018 et remporte l'épreuve de la Super League de Majorque cette même année. En 2019 et en 2020, elle prend la quatrième place au 
classement mondial, et termine sur la troisième marche du podium en 2021.

### Vie privée
Taylor Spivey vit à Redondo Beach, en Californie. De l'été 2018 à 2022, elle a partagée sa vie et une partie de ses entraînements avec le triathlète français Vincent Luis.

## Palmarès
Le tableau présente les résultats les plus significatifs (podium) obtenus sur le circuit international de triathlon depuis 2015,.
| Année | Compétition                                   | Pays                | Position           | Temps           |
| ----- | --------------------------------------------- | ------------------- | ------------------ | --------------- |
| 2023  | WTCS Cagliari                                 | Italie              | Médaille de bronze | 1 h 47 min 36 s |
| 2023  | WTCS Abu Dhabi                                | Émirats arabes unis | Médaille de bronze | 58 min 27 s     |
| 2021  | Championnat du monde - Classement général     |                     | Médaille de bronze | 3 239 points    |
| 2021  | WTCS Montréal                                 | Canada              | Médaille de bronze | 23 min 24 s     |
| 2019  | Grand Prix de triathlon - Étape de Quiberon   | France              | Médaille d'argent  | 56 min 2 s      |
| 2019  | WTS Yokohama                                  | Japon               | Médaille de bronze | 1 h 53 min 29 s |
| 2019  | WTS Abou Dabi                                 | Émirats arabes unis | Médaille d'argent  | 0 h 55 min 57 s |
| 2018  | Coupe du monde - étape de Weihai              | Chine               | Médaille d'or      | 2 h 8 min 2 s   |
| 2018  | Coupe du monde - étape sprint de Cagliari     | Italie              | Médaille d'argent  | 1 h 0 min 13 s  |
| 2018  | Major League USA - étape de Charlotte         | États-Unis          | Médaille d'or      | Timing          |
| 2017  | Coupe du monde - étape de Madrid              | Espagne             | Médaille d'argent  | 2 h 8 min 56 s  |
| 2017  | WTS Leeds                                     | Royaume-Uni         | Médaille d'argent  | 1 h 58 min 32 s |
| 2017  | Coupe du monde - étape de Miyazaki            | Japon               | Médaille d'argent  | 1 h 54 min 40 s |
| 2015  | Coupe panaméricaine - étape de Punta Guilarte | Porto Rico          | Médaille d'or      | 2 h 15 min 36 s |

| Année | Compétition                              | Pays                | Position           | Temps           |
| ----- | ---------------------------------------- | ------------------- | ------------------ | --------------- |
| 2024  | Jeux Olympiques                          | France              | Médaille d'argent  | 1 h 25 min 40 s |
| 2022  | Championnat du monde en relais mixte     | Canada              | Médaille de bronze | 1 h 27 min 44 s |
| 2021  | WTS Montréal                             | Canada              | Médaille d'or      | 1 h 25 min 27 s |
| 2020  | Championnat du monde en relais mixte     | Allemagne           | Médaille d'argent  | 1 h 18 min 33 s |
| 2019  | WTS Abou Dabi                            | Émirats arabes unis | Médaille d'argent  | 1 h 24 min 24 s |
| 2018  | Championnat panaméricain en relais mixte | États-Unis          | Médaille d'or      | 1 h 7 min 40 s  |
| 2018  | WTS Edmonton                             | Canada              | Médaille d'argent  | 1 h 19 min 31 s |
| 2017  | Championnat panaméricain en relais mixte | États-Unis          | Médaille d'argent  | 1 h 14 min 18 s |

| Année | Nombres | Étapes                         |
| ----- | ------- | ------------------------------ |
| 2023  | 1       | Toulouse                       |
| 2022  | 1       | Malibu + du classement général |
| 2019  |         | du classement général          |
| 2018  | 1       | Majorque                       |
| Total | 3       |                                |